# Memphis Tigers football
La squadra di football dei Memphis Tigers rappresenta l'Università di Memphis. I Tigers competono nella Football Bowl Subdivision (FBS) della National Collegiate Athletics Association (NCAA) e nella American Athletic Conference. La squadra è allenata da Ryan Silverfield. Gioca le sue gare interne al Simmons Bank Liberty Stadium di Memphis, Tennessee e le sue rivalità principali sono con gli Arkansas State Red Wolves, i Cincinnati Bearcats, i Louisville Cardinals, gli Ole Miss Rebels, i Southern Miss Golden Eagles e gli UAB Blazers.

## Storia
A partire dalla loro stagione inaugurale del 1912, i Memphis Tigers hanno vinto oltre 500 partite e si sono qualificati per 17 bowl di fine stagione. Per la maggior parte della sua storia, il programma nel football dei Tigers è stato sotto la media, con gli occasionali moderati successi oscurati dalla squadra di pallacanestro dell’istituto. Tuttavia, in anni più recenti i Tigers hanno mostrato un netto miglioramento e hanno avuto più successi dall’arrivo dell’ex capo-allenatore Justin Fuente. Al giugno 2024 Memphis ha guadagnato l’eliggibilità per i bowl vincendo almeno sei gare di stagione regolare su dodici ogni anno a partire dal 2014, uno dei soli nove istituti della NCAA Division I FBS a ottenere tale distinzione. Dieci delle 17 qualificazioni ai bowl del programma sono avvenute in quell’arco di tempo. I Tigers rivendicano inoltre otto titoli di conference l’ultimo dei quali nel 2019.

## Conference di appartenenza
I Tigers hanno fatto parte di diverse conference durante la loro storia:
- Mississippi Valley Conference (1928–1934)
- Southern Intercollegiate Athletic Association (1935–1942)
- Missouri Valley Conference (1968–1972)
- Conference USA (1996–2012)
- American Athletic Conference (2013-presente)

## Numeri ritirati
Memphis ha ritirato il numero di sette giocatori nella sua storia. Tra questi, il numero di Greenhill è stato l’unico a essere ritirato in maniera postuma, a causa della sua morte in un incidente aereo che prese anche la vita del capo-allenatore Rex Dockery.
| No | Giocatore         | Ruolo | Anni      | Note          |
| -- | ----------------- | ----- | --------- | ------------- |
| 8  | Charles Greenhill | DB    | 1983      | [ 10 ]        |
| 20 | DeAngelo Williams | RB    | 2002–2005 | [ 10 ]        |
| 30 | Dave Casinelli    | RB    | 1960–1963 | [ 10 ]        |
| 59 | Danton Barto      | LB    | 1990–1993 | [ 10 ] [ 11 ] |
| 64 | John Bramlett     | LB    | 1959–1962 | [ 10 ]        |
| 79 | Harry Schuh       | OL    | 1962–1964 | [ 10 ]        |
| 83 | Isaac Bruce       | WR    | 1992–1993 | [ 10 ]        |

## Membri della Pro Football Hall of Fame
- Isaac Bruce – WR (1992–1993); HoF Classe del 2020[12]

## Membri della College Football Hall of Fame
- Allyn McKeen – capo-allenatore (1937–1938); HoF Classe del 1991[13]
- Billy Jack "Spook" Murphy – capo-allenatore (1958–1971); HoF Classe del 2022[14]
- DeAngelo Williams – RB (2002–2005); HoF Classe del 2023[15]